# رشته‌کوه یمیسکی
رشته‌کوه یمیسکی (روسی: Ымыйский кряж) یک رشته‌کوه در استان یاقوتستان کشور روسیه است.